# 新郷県
新郷県（しんきょう-けん）は中華人民共和国河南省の新郷市の管轄下にある県。

## 行政区画
- 鎮:翟坡鎮、小冀鎮、七里営鎮、朗公廟鎮、古固寨鎮、大召営鎮
- 郷:合河郷